# Patria Vieja
Patria Vieja (ісп. вимова: [ˈpatɾja ˈβjexa], укр. [пáтрjа бjéха]), буквально Стара Батьківщина — період в історії Чилі та його війни за незалежність від створення Першої хунти (18 вересня 1810) до поразки патріотичних сил у битві при Ранкагуа (2 жовтня 1814).

## Передумови
У травні 1808 року війська французького імператора Наполеона I Бонапарта захопили Іспанію. Королі Карл IV та Фердинанд VII були взяті в заручники та вивезені до Франції; іспанський престол посів Жозеф Бонапарт, брат імператора французів.
Тоді генерал-капітанство Чилі перебувало в складі віцекоролівства Перу та було колонією Іспанської імперії. У лютому 1808 року помер губернатор Луїс Муньйон де Гусман. Напередодні вторгнення метрополія не встигла призначити нового губернатора. Через це у квітні, напередодні французького вторгнення в Іспанію, губернаторську посаду посів Франсіско Антоніо Гарсія Карраско. Для управління колоніями в Іспанії було створено Військову Хунту, яка 1810 року саморозпустилася на користь Регентської ради. Водночас у Чилі серед креольської еліти поширювалися ідеї створення власної хунти для тимчасового управління цією територією, допоки законний монарх не повернеться на іспанський престол. Певний час губернатор Гарсія Карраско протистояв таким проявам. Зокрема, було заарештовано таких діячів як Хосе Антоніо де Рохас, Хуана Антоніо Овалле та Бернардо де Вера і Пінтадо. 

## Перша хунта
Гарсія Карраско склав повноваження 16 липня 1810 року після корупційного «Скандалу Скорпіона». Новий губернатор Матео де Торо Самбрано вирішив піти на поступки та призначив зібрання кабільдо Сантьяго на 18 вересня 1810 року. На ньому було прийнято рішення про створення для тимчасового управління в Чилі Урядової хунти (також відомої як Перша хунта).

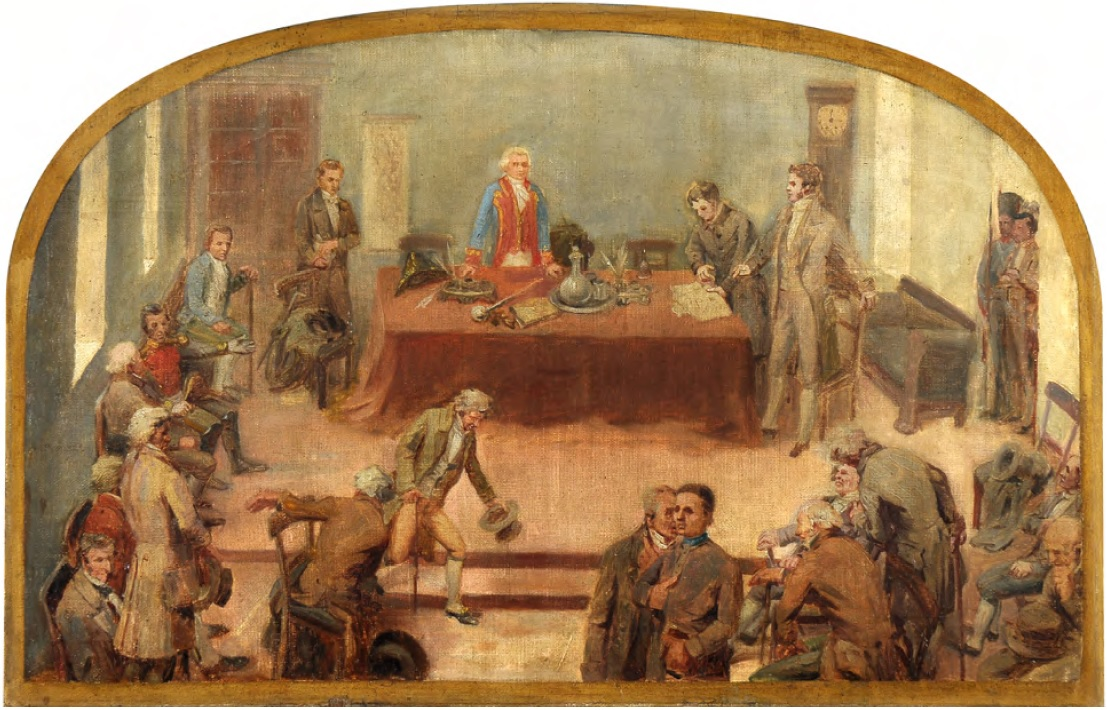
Засідання Першої хунти

1811 року були проведені вибори до Національного конгресу Чилі. З'явилися три політичні тенденції: екстремісти (exaltados), помірковані (moderados) та роялісти (realistas). Усі групи були рішуче проти незалежності Чилі від Іспанії та диференціювались тільки щодо питання рівня автономії. Помірковані під керівництвом Хосе Мігель Інфанте, що мали більшість голосів у Хунті, виступали за повільний темп реформ, оскільки вважали, що як тільки король повернеться до влади, то може подумати, що чилійці прагнуть незалежності. Екстремісти на чолі з Хуаном Мартінесом де Росасом посідали друге місце за кількістю голосів, прагнули якомога більшої незалежності від Корони та ширшої автономії, закликали до швидкого проведення реформ. Роялісти закликали не проводити жодних реформ, зберігати статус-кво до відновлення влади Бурбонів у метрополії, проте мали найменше голосів у Хунті.
1 квітня 1811 року відбувся заколот Фігероа, який сприяв радикалізації у суспільно-політичній сфері. Зараз частина екстремістів-революціонерів, які складали меншість серед своєї партії, прагнули вже не широкої автономії, а повної незалежності від Іспанії.

## Диктатура Каррери

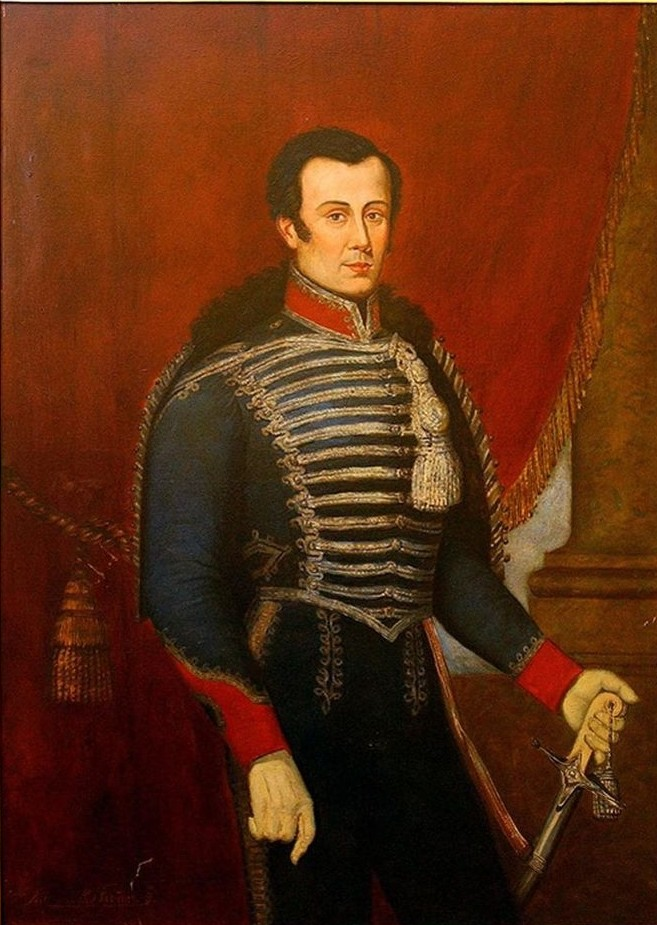
Хосе Мігель Каррера

Наприкінці 1811 року владу в Чилі захопив Хосе Мігель Каррера, що встановив у країні диктатуру. Він розпустив Другу хунту, створену в серпні 1811 року. За його правління, що тривало майже 3 роки, було здійснено низку політично та історично важливих заходів. Зокрема, 1812 року видано Конституцію, яка, між іншим, передбачала статус Чилі як автономної одиниці в складі Іспанської імперії. Було запрошено до Сантьяго консула Сполучених Штатів Америки, що сприяло встановленню зв'язків між чилійським та американським лібералізмом. Крім того, було створено такі установи як Національний інститут та Національну бібліотеку, що існують донині.

## Іспанське вторгнення 1814 року

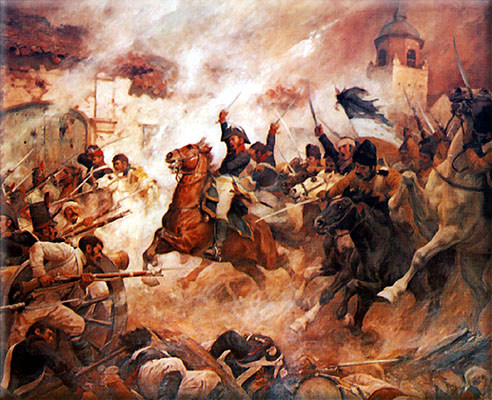
Битва при Ранкагуа

1813 року віцекороль Перу Хосе Фернандо де Абаскаль, занепокоєний подіями в Чилі, відправив туди морську експедицію на чолі з Антоніо Парехою. Після висадки в Консепсьйоні війська Парехи спробували захопити Сантьяго, проте невдало. Згодом експедицію очолив Габіно Гаїнса, проте також невдало. Бойові дії тимчасового призупинив укладений 14 травня 1814 року Ліркайський договір. 
У битві при Ель-Робле восени 1813 року Хосе Мігель Каррера був взятий в полон. Замість нього призначили Верховного правителя Франсіско де ла Ластра, а армію очолив Бернардо О'ГІґґінс. Каррера зміг звільнитися з нього після Ліркайського договору. Хосе Мігель Каррера не був задоволений Ліркайським договором. Він влаштував переворот та повалив уряд де ла Ластри. Проте командувач чилійських військ О'Гіґґінс не визнав владу Каррери. У битві при Лас-Трес-Асекіяс 26 серпня 1814 року прихильники Каррери розгромили прихильників О'Гіґґінса. 
Проте за кілька місяців до Чилі відправилася більш чисельна військова експедиція Маріано Осоріо. Він зміг завдати поразки чилійським патріотам у битві при Ранкагуа 1-2 жовтня, а згодом зміг взяти Сантьяго. Хосе Мігель Каррера зрікся посади і разом з урядовою елітою емігрував до аргентинської провінції Мендоса. Ця подія в історії Чилі вважається завершенням періоду Старої Батьківщини та початком Реконкісти.

## Органи влади
| Уряди Чилі в часи Старої Батьківщини | Уряди Чилі в часи Старої Батьківщини | Уряди Чилі в часи Старої Батьківщини |
| Уряд                                 | Заснування                           | Ліквідація                           |
| ------------------------------------ | ------------------------------------ | ------------------------------------ |
| Перша хунта                          | 18 вересня 1810                      | 4 липня 1811                         |
| Національний конгрес                 | 4 липня 1811                         | 11 серпня 1811                       |
| Друга хунта                          | 11 серпня 1811                       | 4 вересня 1811                       |
| Виконавчий суд                       | 4 вересня 1811                       | 16 листопада 1811                    |
| Тимчасова урядова хунта              | 16 листопада 1811                    | 13 грудня 1811                       |
| Тимчасова верховна влада             | 13 грудня 1811                       | 8 січня 1812                         |
| Тимчасова урядова хунта              | 8 січня 1812                         | 13 квітня 1813                       |
| Вища урядова рада                    | 13 квітня 1813                       | 7 березня 1814                       |
| Верховна директорія                  | 7 березня 1814                       | 23 липня 1814                        |
| Урядова хунта                        | 23 липня 1814                        | 2 жовтня 1814                        |